# 石板庙摩崖石刻
石板庙摩崖石刻，位于中国广东省清远市英德市石灰铺镇勤丰村，为清远市英德市的一个市级文物保护单位，类型为石窟寺及石刻，公布时间为1995年12月。
石板庙摩崖石刻的历史年代为清代。